# Ивановка (Брянский район)
Ивановка — посёлок в Брянском районе Брянской области, в составе Нетьинского сельского поселения. Расположен в 2 км к востоку от посёлка Нетьинка, в 1 км к северу от железнодорожной платформы Бордовичи. Население — 1150 человек (2010).
Возле посёлка расположен спортивный аэродром РОСТО.

## История
Возник в середине XIX века как хутор; активный рост начался в 1930-е годы. До 1959 года — в Глаженском сельсовете, в 1959—1982 гг. — в Толвинском сельсовете.
| Годы      | 1866 | 1926 | 1979 | 1989 | 2002 | 2010 |
| --------- | ---- | ---- | ---- | ---- | ---- | ---- |
| Население | 9    | 74   | 1335 | 1244 | 1104 | 1150 |